# Versailles II: Il testamento del re
Versailles II: Il testamento del re (Versailles II : Le Testament) è un videogioco d'avventura sviluppato dalla Cryo Interactive e dalla The Adventure Company e pubblicato grazie alla collaborazione della Réunion des Musées Nationaux. Esso si pone come il seguito di Versailles 1685: Complotto alla corte del Re Sole uscito nel 1996.

## Trama
Siamo nel 1700 e Carlo II di Spagna è sul punto di morire lasciando la successione al suo trono incerta come non mai: la Francia e la Corte degli Asburgo in Austria sperano infatti entrambi che uno dei loro nobili sia nominato re di Spagna e il conflitto che scoppierà un anno più tardi porterà alla Guerra di successione spagnola. In questo contesto, il giovane nobile Charles-Louis de Faverolles, tornato a Versailles dopo essere stato un paggio dalla Grande Écurie sotto Messer Boisseuil, giunge alla corte di Luigi XIV con l'intenzione di intraprendere la carriera diplomatica. Il suo obiettivo principale è dunque mantenere la propria posizione sociale arrivando a diventare un diplomatico per la Spagna e raggiungere pertanto la corte spagnola per raggiungere Elvira Malaga y Santiago, la ragazza di cui è innamorato fin da bambino, ma per farlo dovrà superare numerose prove. Sulle prime, non potendo incontrare il suo protettore Boisseuilh, ancora disoccupato e senza il becco di un quattrino, Charles-Louis deve rimanere alla Locanda del Pellicano, vicino alla Grand Commun, e pur riuscendo eventualmente a compiere un favore al Marchese di Torcy, il Ministero degli Esteri, ciò non ha alcun impatto sulla sua carriera. Interviene un certo Lhuillier, l'ispettore edile assistente di François Mansart, ad aiutare Charles-Louis, ma questo nuovo amico lo attira in un affare sospetto: Lhuillier dona infatti un diamante a una guardia e scappa via, e quel che è peggio è che Charles-Louis ha perso quello stesso diamante al gioco del barralliccu. Il giorno dopo, l'ignaro Lhuillier porta Charles-Louis come suo possibile assistente e Mansart accoglie il giovane, il quale viene incaricato di scortare il marchese Castel dos Rios, l'ambasciatore spagnolo; quest'ultimo decide di aiutare Charles-Louis, conscio del suo amore per Elvira. A questo punto, Lhuillier chiede a Charles-Louis di visitarlo, e il giocatore deve scegliere se riprendersi il diamante tramite il gioco o informare Lhuillier della perdita; una decisione sbagliata porterà a un game over.
Lhuillier viene condannato ai domiciliari, e informa a Charles-Louis che deve restituire il diamante al Delfino o a uno dei suoi figli: il Delfino e due dei suoi figli si trovano a Meudon, mentre il terzo, il Duca d'Anjou, si trova nel Boschetto Encelade a Versailles, ma è sorvegliato da una guardia, quindi dovrà essere l'ambasciatore spagnolo Castel dos Rios a dargli il diamante, dato che è lui il favorito al momento. Il piano riesce e Lhuillier viene rilasciato, ma anche congedato dal suo posto che viene dato a Charles-Louis. Dopo aver lavorato nei giardini, Charles-Louis viene di nuovo coinvolto in un intrigo: viene avvicinato da una misteriosa donna di nome Prosperine, incontrata brevemente all'inizio del gioco, la quale gli dona una lettera desiderando incontrarlo più tardi al ballo, riservato agli ospiti speciali. Charles-Louis raggiunge il ballo e Prosperine lo informa di un segreto che ha udito mentre visitava Françoise d'Aubigné, il Marchese di Maintenon, e gli dona un'altra lettera, stavolta sigillata, da leggere a casa e poi bruciare. Tornato a casa, Charles-Louis legge la lettera, che si rivela un trattato segreto scritto dal re di Francia Luigi XIV che dividerà i regni spagnoli tra l'Inghilterra e l'Olanda. A questo punto, il giocatore deve decidere se bruciare o no la lettera; anche qui, una decisione sbagliata porterà a un game over.

## Doppiaggio
Anche questo gioco, come il predecessore, è doppiato in lingua italiana.
| Personaggio/i                | Doppiatore italiano                                             |
| ---------------------------- | --------------------------------------------------------------- |
| Charles Louis de Faverolles  | Luca Sandri                                                     |
| Galipaul                     | Riccardo Rovatti                                                |
| Ambasciatore Castel Dos Rios | Gianni Quillico                                                 |
| Re Luigi XIV                 | Riccardo Rovatti                                                |
| Duca d'Arcueil               | Claudio Moneta                                                  |
| Mademoiselle Prosperine      | Donatella Fanfani                                               |
| Locandiere                   | Claudio Beccari                                                 |
| Giocatore di trottola        | Giorgio Melazzi                                                 |
| Lhuiller                     | Claudio Beccari                                                 |
| Monsieur de Boisseuilh       | Riccardo Rovatti                                                |
| Dupuis                       | Riccardo Rovatti                                                |
| Trombettiere ubriaco         | Riccardo Rovatti                                                |
| Bandols                      | Gianni Quillico                                                 |
| Violinista                   | Giorgio Melazzi                                                 |
| Tiquet                       | Riccardo Rovatti                                                |
| La Perdrix                   | Luca Sandri                                                     |
| Marchese Torcy               | Claudio Moneta                                                  |
| Spia inglese                 | Giorgio Melazzi                                                 |
| Duchessa di Borgogna         | Donatella Fanfani                                               |
| Duca d'Anjou                 | Claudio Beccari                                                 |
| Cavaliere                    | Giorgio Melazzi                                                 |
| Guardie                      | Giorgio Melazzi Riccardo Rovatti Gianni Quillico Claudio Moneta |
| Nobili                       | Claudio Moneta Giorgio Melazzi Claudio Beccari                  |

## La colonna sonora
La colonna sonora è anche in questo gioco come nel capitolo precedente un punto di forza. I pezzi, estratti da musicisti d'epoca, contribuiscono a ricreare l'atmosfera dell'epoca e sono diretti nelle incisioni originali da Skip Sempé.
- Jean-Baptiste Lully : Ouverture de Psyché
- D'Anglebert : Prélude en sol mineur
- Lambert : Vos mépris chaque jour...
- Chambonnières : Sarabande
- Jean-Baptiste Lully : Marche pour la cérémonie des Turcs
- D'Anglebert : Prélude en sol
- Lambert : Ombre de mon amant
- Jean-Baptiste Lully : Passacaille d'Armide
- Le Roux : Gigue
- Jean-Baptiste Lully : Reprise de la Marche pour la cérémonie des Turcs
- Campra : Sommeil
- Louis Couperin : Prélude en ut
- Louis Couperin : Passacaille en ut
- Chambonnières : Paschalia
- Campra : Mes yeux...
- François Couperin : Allemande à deux clavecins
- Marais : Les voix humaines
- D'Anglebert : Prélude en ré mineur
- Marais : Sarabande
- Jean-Baptiste Lully : Quels spectacles charmants
- Jean-Baptiste Lully : Chaconne d'Amadis

## Accoglienza
A differenza del primo titolo della serie, Versailles II ebbe molta meno fortuna. Come nel primo gioco, a farla da padrone furono infatti la colonna sonora e le ricostruzioni 3D accurate ed ottimali, a scapito però di una certa scioltezza nei movimenti del gioco e della trama a tratti banale con enigmi molto più semplici del primo capitolo della saga. Inoltre, la maggior parte del secondo capitolo della storia si svolge tra i giardini e l'esterno della reggia, consentendo quindi di vedere ben poco di Versailles nel 1700.